# 亞洲電視新聞簡報
《新聞簡報》（英語：News Update，1980年代尾曾稱為「News In Brief」），是香港亞洲電視新聞部製作的新聞節目。每天15:00、21:00、星期一至五21:00、22:15於本港台及每日21:00、22:00於國際台播放。香港其他電視台的同類節目有無綫電視翡翠台的《新聞提要》。